# Атаганы
Атага́ны  (бур. атаган) — бурятское племя, проживающее на юге Бурятии на территории Селенгинского, Джидинского и Иволгинского районов. Атаганы, по одной из версий, переселились с территории Монголии. Имеется точка зрения, что они являются коренными жителями этнической Бурятии.

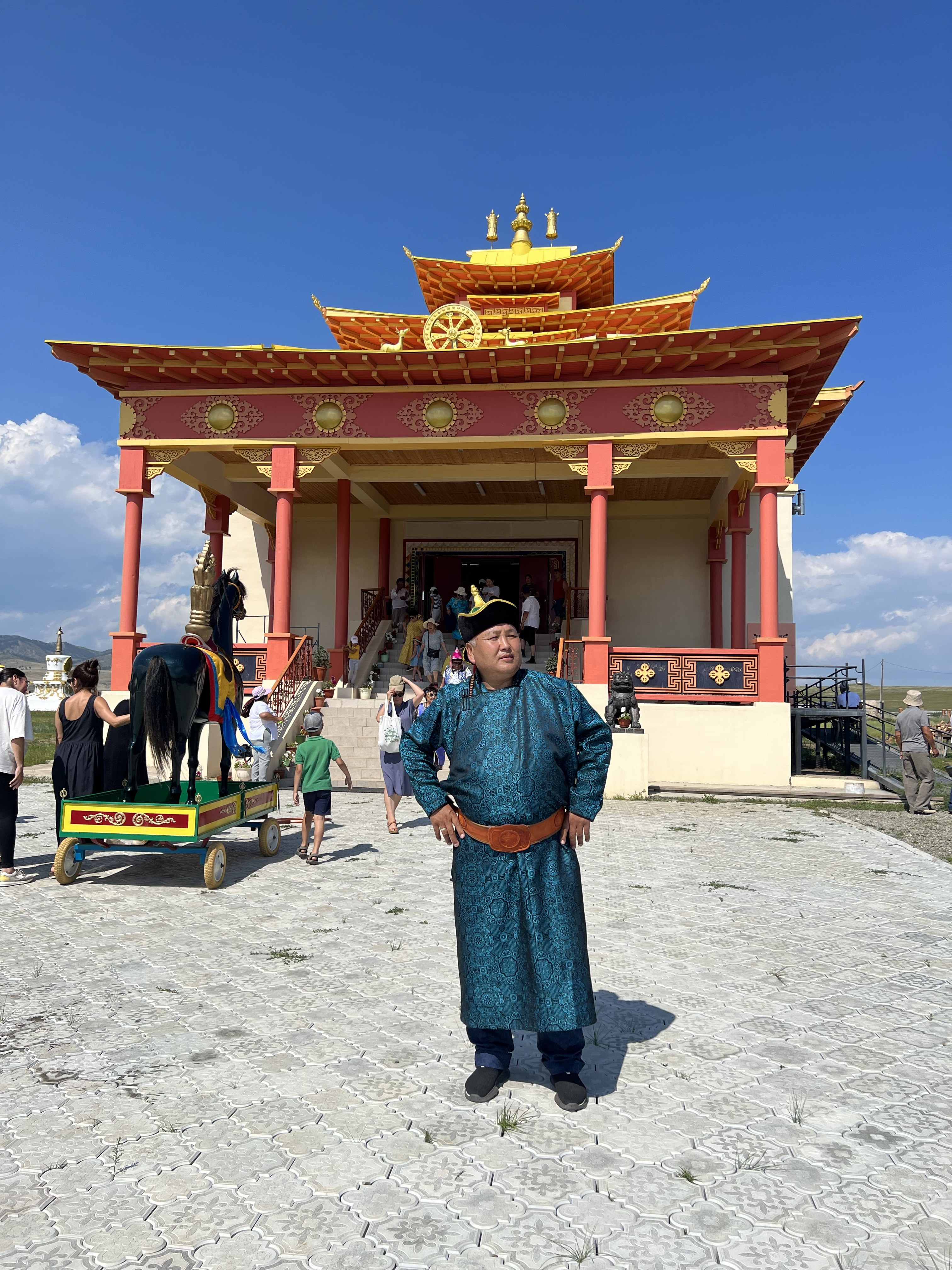
Представитель бурятского рода атаган. Янгажинский дацан.

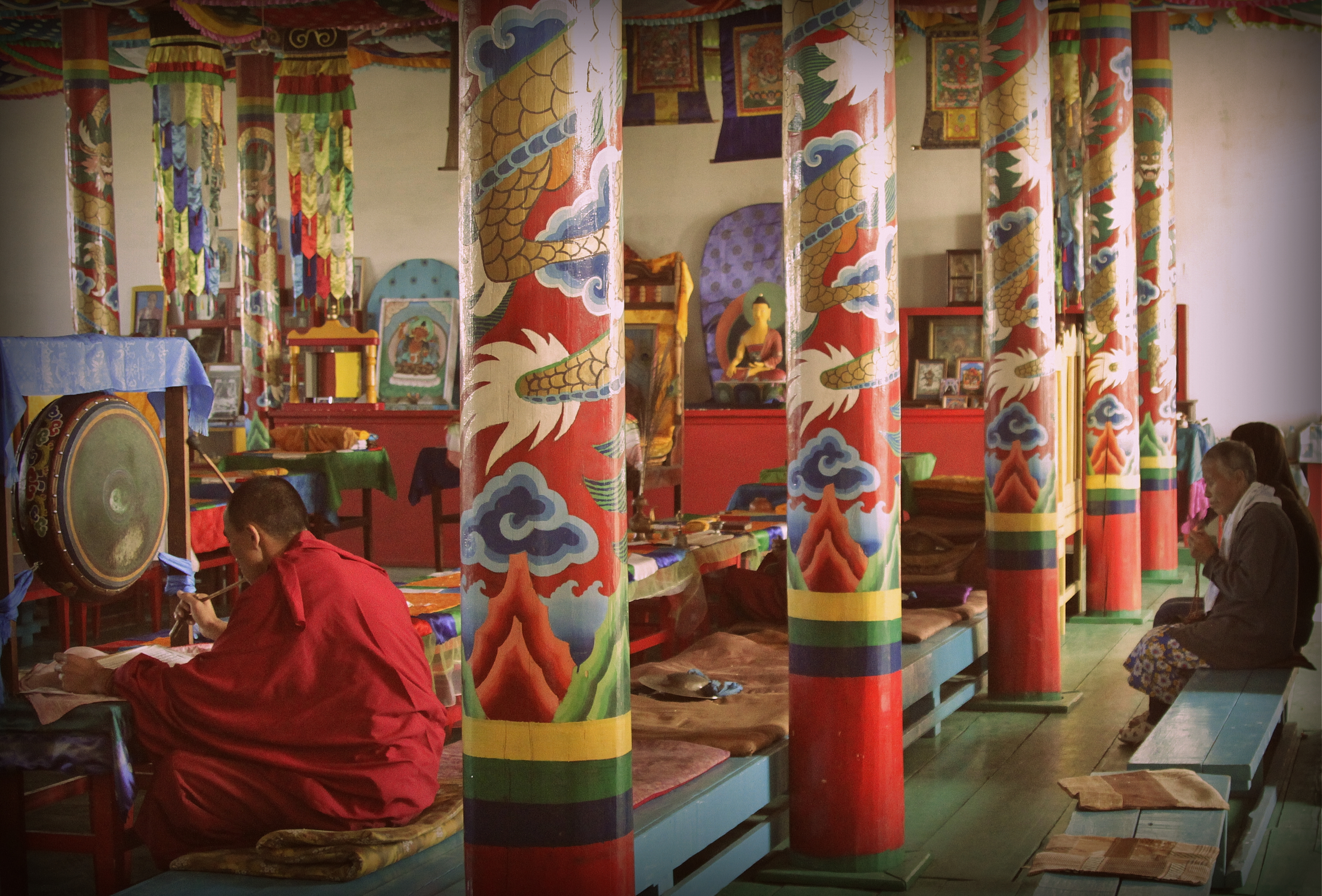
Молебен в Атаган-Дырестуйском дацане.

## История
История селенгинских родов описана в хронике «Бичихан запискэ» и летописи Пахлашкин-ламы. Одним из тех, кто участвовал в написании «Бичихан запискэ» был представитель Атаганского рода Ниндак Вампилов.
Из летописи Пахлашкин-ламы и исторических записок о восьми селенгинских родах известно, что атаганы вышли из Монголии двумя разными группами: в 1631 году атаган-шарайты под предводительством Далай-Кулука, а в 1665 году сорок атаганцев и четыре хотоктинца под руководством братьев Чикир-барас-батора и Хангин-цолом-хошучи.
Согласно рукописи «История выхода в свое время из Монголии восьми родов Селенгинского ведомства для вхождения в государство российского богатырского белого царя», 40 атаганцев и 4 хотоктинца под предводительством братьев Чикир-батора и Хангин-хошучи вышли из подчинения монгольского Сайн-нойон-хана, будучи недовольными его правлением. Они жили сначала севернее, а потом южнее Байкала и приняли подданство белого царя, получив земли по Джиде и Ичетуе. Далее сказано о родовых (Джидинском и Ацинском) дацанах.
По русским архивным документам, атаганы, как пишет Б. О. Долгих, впервые стали числиться в качестве русских подданных с 1675 г. По мнению Б. О. Долгих, атаганы, сартулы и хатагины в XVII в. кочевали по Селенге, и на севере их кочевья достигали байкальского побережья. Косвенным подтверждением этому может служить отдаленное нахождение II атаганова рода вокруг Гусиного озера и близость расселения с хатагинами в районе Темника, Иро и Гусиного озера.
В 1749 году атаганами был основан Атаган-Дырестуйский дацан, существующий и поныне.
В 1764 году были сформированы 4 бурятских казачьих полка, имевших по 6 сотен в каждом, и носивших наименования: «[полки] Атаганов, Ашибагатов, Сартулов, Цонголов». Полки получили названия от имён бурятских родов, отправивших наибольшее количество воинов.

## Происхождение
Широко распространено мнение, согласно которому атаганы являются выходцами из Монголии. Однако имеется точка зрения, что они являются коренными жителями этнической Бурятии.
Согласно Ц. Б. Цыдендамбаеву есть основание считать, что атаганы были связаны с бурятами с давних пор. Та их часть, которая называет себя атаган-шарайтами, вероятно, в свое время была связана с хори-бурятами. В бурятской легенде о шаманке Асуйхан нередко говорится, что она жила при атагатах и хотоготах, то есть при атаганах и хотогойтах, между тем Асуйхан представляет собой эпоним давно сложившегося народного сказания, в котором воплощен образ женщины-предводительницы племени бурят.
Согласно Б. З. Нанзатову, атаганы тесно связаны с бурятским этногоническим узлом. Упоминание атагатов и хотоготов в ранних бурятских преданиях, по крайней мере, свидетельствует о давнем соседстве бурятских племен и атаганов. Одним из крупных подразделений атаганов являются шарайт-атаганы, прибывшие на Селенгу из долины р. Уды, где в XVII—XVIII вв. шарайты, будучи относительно многочисленной группой, составляли собственный улус (административная единица) в Нижнеудинской землице (в русских документах Шараитский / Шеранский / Шураитский улус). Земли шарайтов располагались в долине р. Уды, южнее Нижнеудинска. По сведениям Б. О. Долгих, собранным в 1727 г., значительная часть шарайтов мигрировала в долину р. Джиды.
По мнению монгольского историка Цонгоол Б. Нацагдоржа, оток Атаган полностью составлен из выходцев из Шарайтского улуса в долине р. Уды на западе Бурятии. Им было приведено несколько аргументов, включая сопоставление имени одного из предводителей (Чакир в рус. документах) с именами бурятских беженцев в монгольских документах (Цахир барс баатар в монг. документах), упоминание о них в документах Тушету-хана как бывших подданных Цаган-хана. Кроме того, Ц. Б. Нацагдорж обратил внимание на факт обиды атаганов на Тушету-хана, отраженной в летописи. Обида подданных на своего сюзерена в принципе была невозможна в случае с коренным монгольским населением аймака, но вполне допустима, если речь шла о переселенцах, оказавшихся на его территории.
По Б. З. Нанзатову, миграция шарайтов в 1727 г. в долину Джиды не была случайной. Это было очередное воссоединение бурят Шарайтского улуса, покинувших земли вблизи Нижнеудинского острога.
В начале XX в. Ц. Ж. Жамцарано было записано предание, согласно которому пять сыновей Атагана образовали роды: хори, хонгодор, шошолок, сойот и бурут.

## Атаганские роды
Атаганы относят себя к кости суусагай, предки которых вышли из Монголии. В составе племени, кроме самих собственно атаганов, имеются, с одной стороны, монгольские этнические группы: урянхай, кхухыт, хотогту (хутагт), хиргит, чжунчен (жунжэн, джунджэн), дамарин, бани, алатай, харчит, чонот, а с другой — выходцы из числа западных бурятских родов: шарайд, хэнгэлдэр (хэнгэлдыр, сэнгэлдыр), олзон (ользон), шоно (чонад), абаганад, буин. Атаганы Иволгинского аймака представлены ветвью тубшэнтэн. Среди сонголов Монголии упоминается род атаган сонгоол.
Атаганы ранее подразделялись на два административных рода: I и II атаганов. I атаганов административный род включал пять десятков: дабхурский, тасурхаевский, ходагинский, дырестуйский, джидинский; II атаганов род включал ацайский десяток.
В летописи Пахлашкин-ламы сообщается, что по материнской линии атаганы подразделяются на три группы, одна из которых произошла от Хобадо, другая — от Ататы и третья — от Зук-угэя.
В Монголии проживают носители родовых фамилий атаган, атаган сонгоол, атаган цонгоол.
Жунжены в составе атаганов, предположительно, являются осколком древних жужаней. Согласно альтернативному мнению, они восходят к чжурчжэням.